# 마루야마 소타
마루야마 소타(일본어: 丸山 壮大, 1999년 6월 25일~)는 일본의 축구 선수이다.

## 구단 경력
그는 2022년 J3리그의 가이나레 돗토리에 입단했다.